# Выборгский район (Ленинградская область)
Вы́боргский муниципа́льный райо́н — муниципальное образование в составе Ленинградской области. Территория — 7431 км², население — 193 939 чел. (2025). Включает 7 городских и 5 сельских поселений. Образован в июле 1940 года.
Исторически району предшествовала Выборгская губерния, созданная в 1744 году по итогам Русско-шведской войны (1741—1743). До этого (1719—1744) существовала Выборгская провинция Санкт-Петербургской губернии. В 1802 году Выборгская губерния была переименована в Финляндскую, а в 1811 году передана в состав Великого княжества Финляндского, где вновь стала Выборгской губернией. Часть независимой Финляндии с 1917 по 1940 год. По Московскому мирному договору (1940) эта территория отошла к СССР. Была оккупирована финскими войсками в ходе Советско-финской войны (1941—1944).
Административный центр — город Выборг.

## Физико-географическая характеристика

### Географическое положение
Выборгский район расположен в северо-западной части Ленинградской области, занимает всю западную половину Карельского перешейка.
Граничит:
- на севере — с республикой Карелией (Лахденпохский район);
- на северо-востоке — с Приозерским муниципальным районом;
- на востоке — со Всеволожским муниципальным районом;
- на юго-востоке — с городом федерального значения Санкт-Петербургом;
- на западе — государственная граница с Финляндией.

С юго-запада территория района омывается водами Финского залива.
Расстояние от административного центра района до Санкт-Петербурга — 174 км.

### Рельеф и геологическое строение
Район расположен на территории Выборгской низменности Балтийского щита, где близко к поверхности выходят породы раннепротерозейского периода. Они покрыты озёрными и озёрно-аллювиальными отложениями четвертичного периода. Большая часть района входит в Балтийско-Ладожский ландшафтный округ, где преобладает равнинная местность. Характерными ледниковыми формами рельефа являются «бараньи лбы».
В районе имеется множество месторождений гранитов, торфа, песков. Также Выборгский район уникален наличием месторождений своеобразных сапропелевых грязей (так называемых гиттий), сформировавшихся 5-7 тысяч лет назад и залегающих вдоль Финского залива.
Почти две трети территории района занимают леса, преимущественно хвойные.

### Климат
Климат района морской с переходом к континентальному. Зима умеренно мягкая. Средние температуры февраля −8 °C. Лето умеренно теплое. Средняя температура июля +17 °C. Район находится в зоне избыточного увлажнения. Осадки выпадают до 700 мм в год. В июне наблюдаются белые ночи. Число часов солнечного сияния 1530 в год. Купальный сезон с середины июня до конца августа.

### Почвы
На территории района преобладают подзолистые почвы, бедные перегноем и отличающиеся значительной кислотностью. Основными почвообразующими породами являются пески и супеси. Сельскохозяйственное использование этих почв требует искусственного улучшения.

### Водные ресурсы
На юге район омывается водами Финского и Выборгского заливов. К западу от последнего начинается полоса настоящих шхер.
Крупнейшей рекой, протекающей по территории района, является Вуокса. Кроме неё в районе находится множество небольших рек, таких как Гороховка, Ильменйоки, Перовка, Селезнёвка и других. Из внутренних вод на территории района имеется множество озёр ледникового происхождения, занимающих более 7 % площади, крупнейшие из которых Глубокое (37,9 км²), Нахимовское (14,3 км²), Пионерское (13,8 км²), Красногвардейское (10,6 км²). Значительная часть территории района (более 5 %), заболочена, прежде всего на юге и юго-востоке.

### Охрана природы
На территории района расположены следующие особо охраняемые природные территории:
государственные природные заказники:
- «Выборгский»
- «Раковые озёра»
- «Берёзовые острова»
- «Ламмин-Суо» (гидрологический)
- «Болото Озёрное» (гидрологический)
- «Гладышевский»
- «Линдуловская роща»
- «Озеро Мелководное» (орнитологический)

а также памятник природы «Остров Густой» — территория с уникальным рельефом: типичными «бараньими лбами» и шхерами.

## История
До 1940 года большую часть современного Выборгского района занимала Выборгская губерния республики Финляндия. 
Выборгский (Виипурский) район образован в составе Карело-Финской ССР Указом Верховного Совета Карело-Финской ССР в июле 1940 года. В состав Ленинградской области РСФСР район был передан согласно Указу Президиума Верховного Совета СССР от 24 ноября 1944 года, после Советско-финской войны. В первые послевоенные годы на территории современного Выборгского района существовали следующие районы:
- Выборгский
- Койвистовский
- Яскинский
- Каннельярвский

Районный центр — город Выборг с самого начала в состав района не входил, являясь городом областного подчинения.
В августе 1945 года центр Каннельярвского района был перенесён из села Каннельярви в село Райвола, а Каннельярвский район переименован в Райволовский.
В октябре 1948 года было произведено полномасштабное переименование всех населённых пунктов Карельского перешейка — финские названия заменили русскими. Так Койвистовский район переименован в Приморский район, а районный центр город Койвисто — в город Приморск, Райволовский район — В Рощинский район, а районный центр селение Райвола — в селение Рощино, Яскинский район — В Лесогорский район, а районный центр рабочий посёлок Яски — в рабочий посёлок Лесогорский, и др.
До февраля 1949 года были присвоены русские наименования всем населённым пунктам Выборгского, Приозерского, Приморского, Сосновского, Лесогорского и Рощинского районов, то есть всем населённым пунктам Карельского перешейка, вошедшим в состав СССР после Советско-финской войны. В основном населённые пункты назывались в память воинов Советской армии, героически погибших в их районах во время войны.
В апреле 1954 года Приморский район был упразднён, а его территория включена в состав Рощинского района. Позже, в 1957 году вся территория бывшего Приморского района из Рощинского района передана в состав Выборгского.
В 1960 году упраздняются Лесогорский район, вся территория которого вместе с бывшим городом областного подчинения Светогорском (Энсо) включается в состав Выборгского района, и Сосновский район, часть территории которого присоединяется к Рощинскому району (другая часть — к Приозерскому району).
Указом Президиума Верховного Совета РСФСР с 1 февраля 1963 года укрупнённый Выборгский район в составе бывших Выборгского, Рощинского, и Приозерского районов), получив наименование сельского района, передан в подчинение Ленинградскому областному (сельскому) Совету депутатов трудящихся. Городской Совет города Выборга передан в подчинение Ленинградскому областному (промышленному) Совету депутатов трудящихся.
Разделённые промышленные и сельские Советы просуществовали недолго. В соответствии с постановлением ноябрьского Пленума ЦК КПСС в 1964 году вместо существующих промышленных и сельских Советов вновь создаются единые Советы. В 1965 году Выборгский сельский район преобразован в район. Вновь образуется Приозерский район, отделённый от Выборгского.
В 1989 году Выборгский район передан в административное подчинение Выборгскому горсовету.
Решением Малого Совета Леноблсовета народных депутатов от 17 июня 1992 года деревня Лебедевка из Приозерского района передана в ведение Красносельского сельского Совета народных депутатов Выборгского района (ныне территория МО Красносельское сельское поселение).
10 марта 2004 года был принят областной закон Ленинградской области № 17-оз «Об установлении границ и наделении соответствующим статусом муниципальных образований Всеволожский район и Выборгский район и муниципальных образований в их составе», принятый Законодательным собранием Ленинградской области 9 марта 2004 года, по которому с 1 января 2006 года территория района разделялась на 14 муниципальных образований: 8 городских и 6 сельских поселений. Новые административные единицы включали в себя ранее существовавшие на территории района городские муниципальные образования — города и посёлки городского типа, и сельские — волости, следующим образом:
| МО до 2006 года                                                        | МО с 1 января 2006 года            |
| ---------------------------------------------------------------------- | ---------------------------------- |
| г. Выборг                                                              | Выборгское городское поселение     |
| г. Высоцк                                                              | Высоцкое городское поселение       |
| Глебычевская волость                                                   | Глебычевское сельское поселение    |
| Гавриловская, Гвардейская, Гончаровская и Житковская волости           | Гончаровское сельское поселение    |
| г. Каменногорск, Бородинская, Возрожденская и Красносокольская волости | Каменногорское городское поселение |
| Кирилловская и Красносельская волости                                  | Красносельское сельское поселение  |
| пгт Лесогорский и Лосевская волость                                    | Лесогорское городское поселение    |
| Ленинская и Первомайская волости                                       | Первомайское сельское поселение    |
| Полянская волость                                                      | Полянское сельское поселение       |
| г. Приморск, Ермиловская и Краснодолинская область                     | Приморское городское поселение     |
| пгт Рощино и Цвелодубовская волость                                    | Рощинское городское поселение      |
| г. Светогорск                                                          | Светогорское городское поселение   |
| Большепольская, Кондратьевская и Селезнёвская волости                  | Селезнёвское сельское поселение    |
| пгт Советский, Соколинская и Токаревская волости                       | Советское городское поселение      |

21 декабря 2004 года Законодательным собранием Ленинградской области принят закон, по которому были упразднены следующие посёлки Выборгского района: Каменка (Глебычевское сельское поселение), Славянское (Каменногорское городское поселение), Искра (Красносельское сельское поселение), Урожайное (Полянское сельское поселение), Красный остров (Приморское городское поселение) и Заречье (Селезнёвское сельское поселение).
2 марта 2008 года прошли референдумы по объединению Светогорского и Лесогорского городских поселений. Жители проголосовали за объединение муниципальных образований, и с 1 января 2010 года. Светогорское городское поселение и Лесогорское поселение были объединены под общим названием Светогорское городское поселение.
8 мая 2014 год в соответствии с Областным законом Ленинградской области № 23-оз в состав Приморского городского поселения вошло Глебычевское сельское поселение.

## Символика
Выборгский муниципальный район имеет герб и флаг.
Герб был утвержден решением Совета депутатов муниципального образования Выборгский район от 13 февраля 2007 года № 104. Описание герба: «поле пересечено на червленью и лазурью. В червлени три короны, одна и две, золотые, с самоцветами разных тинктур по ободу и с пятью видимыми зубцами: тремя большими листовидными и между ними — двумя меньшими, завершенными серебряными жемчужинами. В лазури — золотая литера „W“. Щит увенчан геральдической короной достоинства (золотой о пяти остроконечных зубцах), приличествующей статусу муниципального образования. Герб может воспроизводиться как в виде полного герба (с короной), так и в сокращенной версии (без короны); обе версии герба равноправны и имеют одинаковый статус».
Флаг был утвержден решением Совета депутатов муниципального образования Выборгский район от 13 февраля 2007 года № 104. Описание флага: «полотнище, ширина и длина которого соотносятся как 2:3, воспроизводящее символику из гербового щита муниципального образования. Оборотная сторона флага является зеркальным отображением его лицевой стороны».

## Население
| 1959     | 1970     | 1979     | 1989     | 2002     | 2006     | 2009     | 2010     | 2011     |
| -------- | -------- | -------- | -------- | -------- | -------- | -------- | -------- | -------- |
| 26 167   | ↗82 473  | ↗92 604  | ↗108 571 | ↗113 748 | ↗189 300 | ↘188 275 | ↗204 408 | ↗204 609 |
| 2012     | 2013     | 2014     | 2015     | 2016     | 2017     | 2018     | 2019     | 2020     |
| ↗205 264 | ↗205 718 | ↘205 107 | ↘204 788 | ↘203 962 | ↘202 766 | ↘201 239 | ↘199 571 | ↘198 226 |
| 2021     | 2023     | 2024     | 2025     |          |          |          |          |          |
| ↘196 905 | ↘195 374 | ↘194 689 | ↘193 939 |          |          |          |          |          |

Примечания. В состав районы включены: в 1957 году часть Рощинского района (составлявшая бывший Приморский район), в 1960 году — Лесогорский район и частично Сосновский район, в 2006 году город Выборг.
Юго-восточная часть территории района входит в состав Санкт-Петербургской городской агломерации, там среди значительной части населения распространена маятниковая миграция на работу или учёбу в Санкт-Петербург.

### Урбанизация
В городских условиях (города Выборг, Высоцк, Каменногорск, Приморск и Светогорск и городские посёлки Лесогорский, Рощино и Советский) проживают 64.21 % населения района.
Численность городского населения по данным переписи 2010 года составляет 134 132 человек. Уровень урбанизации составляет 66,52 %, что несколько ниже среднеобластного и всероссийского значения. В районе расположены 5 городов — Выборг, Светогорск, Каменногорск, Приморск и Высоцк, и 3 посёлка городского типа — Рощино, Советский, и Лесогорский. При этом 39,73 % всего населения района проживает в административном центре — городе Выборге.
Численность сельского населения составляет 67 508 человек. В районе расположено 174 сельских населённых пункта, крупнейшими из них являются Каменка, Глебычево и Первомайское.
В летний период население юго-восточной части района значительно увеличивается за счёт приезжающих на отдых из Санкт-Петербурга. Особой популярностью среди дачников пользуется посёлок Рощино, в котором расположено большое количество садоводств и летних лагерей.

### Демография
Демографическая ситуация характеризуется общей убылью населения. Лишь на территории МО «Город Выборг» отмечается прирост населения за счёт большого притока приезжих, однако и там наблюдается естественная убыль.

### Национальный состав
По итогам переписи населения 2020 года проживали следующие национальности (национальности менее 0,1 % и другое, см. в сноске к строке «Другие»):
| Национальность | Численность, чел. | Доля     |
| -------------- | ----------------- | -------- |
| Русские        | 170 779           | 86,73 %  |
| Украинцы       | 1401              | 0,71 %   |
| Татары         | 812               | 0,41 %   |
| Белорусы       | 756               | 0,38 %   |
| Армяне         | 524               | 0,27 %   |
| Азербайджанцы  | 418               | 0,21 %   |
| Узбеки         | 375               | 0,19 %   |
| Таджики        | 307               | 0,16 %   |
| Другие         | 21 533            | 10,94 %  |
| Итого          | 196 905           | 100,00 % |

## Муниципально-территориальное устройство
Выборгский муниципальный район как административно-территориальная единица делится на 12 поселений.
Как муниципальное образование район включает семь городских и пять сельских поселений.
| №  | Поселение                          | Административный центр      | Количество населённых пунктов | Население (чел.) | Площадь (км²) |
| -- | ---------------------------------- | --------------------------- | ----------------------------- | ---------------- | ------------- |
| 1  | Выборгское городское поселение     | город Выборг                | 1                             | ↘70 443          | 160,37        |
| 2  | Высоцкое городское поселение       | город Высоцк                | 1                             | ↗1122            | 39,00         |
| 3  | Каменногорское городское поселение | город Каменногорск          | 30                            | ↘13 683          | 1733,57       |
| 4  | Приморское городское поселение     | город Приморск              | 21                            | ↘13 593          | 596,47        |
| 5  | Рощинское городское поселение      | городской посёлок Рощино    | 12                            | ↗22 547          | 405,00        |
| 6  | Светогорское городское поселение   | город Светогорск            | 4                             | ↘17 174          | 411,12        |
| 7  | Советское городское поселение      | городской посёлок Советский | 10                            | ↘9604            | 339,86        |
| 8  | Гончаровское сельское поселение    | посёлок Гончарово           | 18                            | ↘8464            | 914,28        |
| 9  | Красносельское сельское поселение  | посёлок Красносельское      | 21                            | ↗6585            | 416,42        |
| 10 | Первомайское сельское поселение    | посёлок Первомайское        | 15                            | ↗10 340          | 589,06        |
| 11 | Полянское сельское поселение       | посёлок Поляны              | 28                            | ↘14 675          | 707,77        |
| 12 | Селезнёвское сельское поселение    | посёлок Селезнёво           | 19                            | ↘5709            | 1132,96       |

## Населённые пункты
В Выборгском районе 180 населённый пункт.
| №   | Населённый пункт          | Тип                  | Население | Муниципальное образование          |
| --- | ------------------------- | -------------------- | --------- | ---------------------------------- |
| 1   | Александровка             | деревня              | ↗59       | Приморское городское поселение     |
| 2   | Балтиец                   | посёлок              | ↗93       | Селезнёвское сельское поселение    |
| 3   | Балтийское                | посёлок              | ↗68       | Приморское городское поселение     |
| 4   | Барышево                  | посёлок              | ↗342      | Гончаровское сельское поселение    |
| 5   | Бойково                   | посёлок              | ↗97       | Полянское сельское поселение       |
| 6   | Большое Поле              | посёлок              | ↘482      | Селезнёвское сельское поселение    |
| 7   | Большой Бор               | посёлок              | ↗45       | Селезнёвское сельское поселение    |
| 8   | Бор                       | посёлок              | ↗17       | Каменногорское городское поселение |
| 9   | Борки                     | посёлок              | ↗101      | Красносельское сельское поселение  |
| 10  | Боровинка                 | посёлок              | ↘115      | Каменногорское городское поселение |
| 11  | Бородинское               | посёлок              | ↗677      | Каменногорское городское поселение |
| 12  | Великое                   | посёлок              | ↗104      | Селезнёвское сельское поселение    |
| 13  | Вещево                    | посёлок ж.д. станции | ↘1325     | Гончаровское сельское поселение    |
| 14  | Вещево                    | посёлок              | ↗107      | Гончаровское сельское поселение    |
| 15  | Вишнёвка                  | посёлок              | ↗70       | Красносельское сельское поселение  |
| 16  | Вишнёвка                  | посёлок              | ↗13       | Полянское сельское поселение       |
| 17  | Владимировка              | посёлок              | ↗22       | Полянское сельское поселение       |
| 18  | Возрождение               | посёлок ж.д. станции | ↗70       | Каменногорское городское поселение |
| 19  | Возрождение               | посёлок              | ↗2023     | Каменногорское городское поселение |
| 20  | Волочаевка                | посёлок              | ↗504      | Рощинское городское поселение      |
| 21  | Выборг                    | город                | ↘70 443   | Выборгское городское поселение     |
| 22  | Высоцк                    | город                | ↗1122     | Высоцкое городское поселение       |
| 23  | Вязы                      | посёлок              | ↗322      | Приморское городское поселение     |
| 24  | Гаврилово                 | посёлок              | ↘1205     | Гончаровское сельское поселение    |
| 25  | Ганино                    | посёлок              | ↘247      | Рощинское городское поселение      |
| 26  | Гвардейское               | посёлок              | ↗335      | Гончаровское сельское поселение    |
| 27  | Глебычево                 | посёлок              | ↘2599     | Приморское городское поселение     |
| 28  | Глубокое                  | посёлок              | ↗126      | Каменногорское городское поселение |
| 29  | Глубокое                  | посёлок              | ↗1        | Красносельское сельское поселение  |
| 30  | Гончарово                 | посёлок              | ↗1421     | Гончаровское сельское поселение    |
| 31  | Горка                     | посёлок              | ↗9        | Селезнёвское сельское поселение    |
| 32  | Горки                     | посёлок              | ↗6        | Первомайское сельское поселение    |
| 33  | Горское                   | посёлок              | ↗33       | Каменногорское городское поселение |
| 34  | Горьковское               | посёлок              | ↗285      | Полянское сельское поселение       |
| 35  | Гранитное                 | посёлок              | ↗12       | Гончаровское сельское поселение    |
| 36  | Грибное                   | посёлок              | ↗104      | Красносельское сельское поселение  |
| 37  | Дом отдыха «Ленстроитель» | посёлок              | ↘14       | Рощинское городское поселение      |
| 38  | Дружноселье               | посёлок              | ↗15       | Каменногорское городское поселение |
| 39  | Дубинино                  | посёлок              | ↗16       | Каменногорское городское поселение |
| 40  | Дымово                    | посёлок              | ↗60       | Каменногорское городское поселение |
| 41  | Дятлово                   | посёлок              | ↘234      | Советское городское поселение      |
| 42  | Ермилово                  | посёлок              | ↘926      | Приморское городское поселение     |
| 43  | Житково                   | посёлок              | ↗863      | Гончаровское сельское поселение    |
| 44  | Заводской                 | посёлок              | ↗81       | Красносельское сельское поселение  |
| 45  | Зайцево                   | посёлок              | ↗439      | Каменногорское городское поселение |
| 46  | Залесье                   | посёлок              | ↗5        | Каменногорское городское поселение |
| 47  | Заполье                   | посёлок              | ↗98       | Полянское сельское поселение       |
| 48  | Заречье                   | посёлок              | ↗39       | Приморское городское поселение     |
| 49  | Заходское                 | посёлок              | ↗32       | Красносельское сельское поселение  |
| 50  | Зверево                   | посёлок              | ↗34       | Гончаровское сельское поселение    |
| 51  | Зелёная Роща              | посёлок              | ↗25       | Полянское сельское поселение       |
| 52  | Зелёный Холм              | посёлок              | ↘141      | Полянское сельское поселение       |
| 53  | Земляничное               | посёлок              | ↗24       | Каменногорское городское поселение |
| 54  | Зеркальный                | посёлок              | ↘72       | Приморское городское поселение     |
| 55  | Ильичёво                  | посёлок              | ↗1564     | Первомайское сельское поселение    |
| 56  | Каменка                   | посёлок              | ↗7542     | Полянское сельское поселение       |
| 57  | Каменногорск              | город                | ↘6964     | Каменногорское городское поселение |
| 58  | Камышовка                 | деревня              | ↘519      | Приморское городское поселение     |
| 59  | Каннельярви               | посёлок ж.д. станции | ↗206      | Рощинское городское поселение      |
| 60  | Кирилловское              | посёлок              | ↘608      | Красносельское сельское поселение  |
| 61  | Кировское                 | посёлок              | ↗12       | Первомайское сельское поселение    |
| 62  | Кирпичное                 | посёлок              | ↘1230     | Красносельское сельское поселение  |
| 63  | Клеверное                 | посёлок              | ↘159      | Полянское сельское поселение       |
| 64  | Климово                   | посёлок              | ↗205      | Красносельское сельское поселение  |
| 65  | Ключевое                  | посёлок              | ↗264      | Приморское городское поселение     |
| 66  | Козлово                   | посёлок              | ↗31       | Каменногорское городское поселение |
| 67  | Комсомольское             | посёлок              | ↗158      | Каменногорское городское поселение |
| 68  | Кондратьево               | посёлок              | ↘859      | Селезнёвское сельское поселение    |
| 69  | Коробицыно                | посёлок              | ↗1521     | Красносельское сельское поселение  |
| 70  | Кравцово                  | посёлок              | ↗273      | Селезнёвское сельское поселение    |
| 71  | Красная Долина            | посёлок              | ↘865      | Приморское городское поселение     |
| 72  | Краснознаменка            | посёлок              | ↗91       | Первомайское сельское поселение    |
| 73  | Красносельское            | посёлок              | ↗1726     | Красносельское сельское поселение  |
| 74  | Краснофлотское            | посёлок              | ↗71       | Приморское городское поселение     |
| 75  | Красный Сокол             | посёлок              | ↗394      | Каменногорское городское поселение |
| 76  | Красный Холм              | посёлок              | ↗257      | Каменногорское городское поселение |
| 77  | Кузьминское               | посёлок              | ↗71       | Гончаровское сельское поселение    |
| 78  | Ландышевка                | посёлок              | ↗132      | Советское городское поселение      |
| 79  | Лебедевка                 | посёлок ж.д. станции | ↗178      | Гончаровское сельское поселение    |
| 80  | Лебедевка                 | посёлок              | ↗26       | Красносельское сельское поселение  |
| 81  | Лебяжье                   | посёлок              | ↗314      | Рощинское городское поселение      |
| 82  | Лейпясуо                  | посёлок              | ↗234      | Красносельское сельское поселение  |
| 83  | Ленинское                 | посёлок              | ↗2073     | Первомайское сельское поселение    |
| 84  | Лесной Кордон             | посёлок              | ↘0        | Селезнёвское сельское поселение    |
| 85  | Лесогорский               | городской посёлок    | ↘3014     | Светогорское городское поселение   |
| 86  | Липовка                   | посёлок              | ↗91       | Каменногорское городское поселение |
| 87  | Лосево                    | деревня              | ↗1028     | Светогорское городское поселение   |
| 88  | Лужайка                   | посёлок ж.д. станции | ↘355      | Селезнёвское сельское поселение    |
| 89  | Лужки                     | посёлок              | ↗194      | Приморское городское поселение     |
| 90  | Майнило                   | посёлок              | ↗29       | Первомайское сельское поселение    |
| 91  | Малышево                  | посёлок              | ↗51       | Приморское городское поселение     |
| 92  | Мамонтовка                | посёлок              | ↗25       | Приморское городское поселение     |
| 93  | Маслово                   | посёлок              | ↗96       | Каменногорское городское поселение |
| 94  | Матросово                 | посёлок ж.д. станции | ↗337      | Советское городское поселение      |
| 95  | Медянка                   | посёлок              | ↗156      | Советское городское поселение      |
| 96  | Межозёрное                | посёлок              | ↗65       | Полянское сельское поселение       |
| 97  | Местерьярви               | посёлок ж.д. станции | ↗16       | Полянское сельское поселение       |
| 98  | Михайловка                | посёлок              | ↘39       | Каменногорское городское поселение |
| 99  | Михалёво                  | посёлок              | ↗793      | Каменногорское городское поселение |
| 100 | Можжевельниково           | посёлок              | ↗41       | Селезнёвское сельское поселение    |
| 101 | Мухино                    | посёлок              | ↗58       | Рощинское городское поселение      |
| 102 | Мысовое                   | посёлок              | ↗43       | Приморское городское поселение     |
| 103 | Нагорное                  | посёлок              | ↗122      | Красносельское сельское поселение  |
| 104 | Нахимовское               | посёлок              | ↗11       | Рощинское городское поселение      |
| 105 | Никифоровское             | посёлок              | ↗26       | Каменногорское городское поселение |
| 106 | Новинка                   | посёлок              | ↗249      | Селезнёвское сельское поселение    |
| 107 | Овсово                    | посёлок              | ↘60       | Гончаровское сельское поселение    |
| 108 | Овсяное                   | посёлок              | ↘196      | Рощинское городское поселение      |
| 109 | Огоньки                   | посёлок              | ↗37       | Первомайское сельское поселение    |
| 110 | Озерки                    | посёлок              | ↗18       | Первомайское сельское поселение    |
| 111 | Озерки                    | посёлок              | ↗321      | Приморское городское поселение     |
| 112 | Озёрское                  | посёлок              | ↗15       | Каменногорское городское поселение |
| 113 | Октябрьское               | посёлок              | ↗23       | Полянское сельское поселение       |
| 114 | Ольшаники                 | посёлок              | ↗367      | Первомайское сельское поселение    |
| 115 | Осетрово                  | посёлок              | ↗3        | Полянское сельское поселение       |
| 116 | Остров                    | посёлок              | ↗92       | Каменногорское городское поселение |
| 117 | Отрадное                  | посёлок              | ↘251      | Селезнёвское сельское поселение    |
| 118 | Пальцево                  | посёлок              | ↗108      | Гончаровское сельское поселение    |
| 119 | Первомайское              | посёлок              | ↗5092     | Первомайское сельское поселение    |
| 120 | Перово                    | посёлок              | ↘1763     | Гончаровское сельское поселение    |
| 121 | Пески                     | посёлок              | ↗275      | Полянское сельское поселение       |
| 122 | Песочное                  | посёлок              | ↘729      | Полянское сельское поселение       |
| 123 | Пионерское                | посёлок              | ↗10       | Приморское городское поселение     |
| 124 | Победа                    | посёлок              | ↗1928     | Рощинское городское поселение      |
| 125 | Подберезье                | посёлок              | ↘30       | Селезнёвское сельское поселение    |
| 126 | Подборовье                | посёлок              | ↗136      | Селезнёвское сельское поселение    |
| 127 | Подгорное                 | посёлок              | ↘187      | Первомайское сельское поселение    |
| 128 | Подгорье                  | посёлок              | ↗7        | Красносельское сельское поселение  |
| 129 | Поляны                    | посёлок              | ↘1337     | Полянское сельское поселение       |
| 130 | Правдино                  | посёлок              | ↗141      | Красносельское сельское поселение  |
| 131 | Правдино                  | посёлок              | ↘41       | Светогорское городское поселение   |
| 132 | Прибылово                 | посёлок              | ↗384      | Приморское городское поселение     |
| 133 | Приветнинский карьер      | посёлок              | ↗42       | Полянское сельское поселение       |
| 134 | Приветнинское             | посёлок ж.д. станции | ↗977      | Полянское сельское поселение       |
| 135 | Приветнинское             | посёлок              | ↗567      | Полянское сельское поселение       |
| 136 | Приморск                  | город                | ↘6271     | Приморское городское поселение     |
| 137 | Пруды                     | посёлок              | ↗1035     | Каменногорское городское поселение |
| 138 | Пушное                    | посёлок              | ↘1054     | Рощинское городское поселение      |
| 139 | Пчёлино                   | посёлок              | ↗60       | Красносельское сельское поселение  |
| 140 | Решетниково               | деревня              | ↗149      | Первомайское сельское поселение    |
| 141 | Ровное                    | посёлок              | ↗6        | Красносельское сельское поселение  |
| 142 | Рощино                    | городской посёлок    | ↗16 515   | Рощинское городское поселение      |
| 143 | Ручьи                     | посёлок              | ↘8        | Каменногорское городское поселение |
| 144 | Рябово                    | посёлок              | ↘478      | Приморское городское поселение     |
| 145 | Санаторий «Сосновый Бор»  | посёлок              | ↘237      | Полянское сельское поселение       |
| 146 | Свекловичное              | посёлок              | ↗42       | Советское городское поселение      |
| 147 | Свердлово                 | посёлок              | ↗34       | Советское городское поселение      |
| 148 | Светогорск                | город                | ↘13 296   | Светогорское городское поселение   |
| 149 | Свободное                 | посёлок              | ↗154      | Каменногорское городское поселение |
| 150 | Селезнёво                 | посёлок              | ↗2291     | Селезнёвское сельское поселение    |
| 151 | Семашко                   | деревня              | ↘4        | Полянское сельское поселение       |
| 152 | Семиозерье                | посёлок              | ↘1195     | Полянское сельское поселение       |
| 153 | Симагино                  | посёлок              | ↗144      | Первомайское сельское поселение    |
| 154 | Синицыно                  | посёлок              | ↗98       | Красносельское сельское поселение  |
| 155 | Смирново                  | посёлок              | ↗117      | Гончаровское сельское поселение    |
| 156 | Советский                 | городской посёлок    | ↘6911     | Советское городское поселение      |
| 157 | Соколинское               | посёлок              | ↗937      | Советское городское поселение      |
| 158 | Сопки                     | посёлок              | ↘85       | Полянское сельское поселение       |
| 159 | Сосновая Горка            | посёлок              | ↗16       | Каменногорское городское поселение |
| 160 | Сосновый Бор              | посёлок              | ↗147      | Полянское сельское поселение       |
| 161 | Старорусское              | посёлок              | ↗89       | Полянское сельское поселение       |
| 162 | Староселье                | посёлок              | ↘41       | Красносельское сельское поселение  |
| 163 | Стрельцово                | посёлок              | ↗187      | Красносельское сельское поселение  |
| 164 | Тарасово                  | посёлок              | ↗498      | Полянское сельское поселение       |
| 165 | Тарасовское               | деревня              | ↗5        | Приморское городское поселение     |
| 166 | Токарево                  | посёлок              | ↘750      | Советское городское поселение      |
| 167 | Толоконниково             | посёлок              | ↗47       | Гончаровское сельское поселение    |
| 168 | Торфяновка                | посёлок              | ↘227      | Селезнёвское сельское поселение    |
| 169 | Улыбино                   | посёлок              | ↗34       | Гончаровское сельское поселение    |
| 170 | Усадище                   | деревня              | ↗48       | Селезнёвское сельское поселение    |
| 171 | Уткино                    | посёлок              | ↗17       | Полянское сельское поселение       |
| 172 | Холмово                   | посёлок              | ↗28       | Каменногорское городское поселение |
| 173 | Цвелодубово               | посёлок              | ↘1314     | Рощинское городское поселение      |
| 174 | Чайка                     | посёлок              | ↗21       | Первомайское сельское поселение    |
| 175 | Черкасово                 | посёлок              | ↘596      | Гончаровское сельское поселение    |
| 176 | Черничное                 | посёлок              | ↗35       | Советское городское поселение      |
| 177 | Чернявское                | посёлок              | ↗6        | Первомайское сельское поселение    |
| 178 | Чулково                   | посёлок              | ↗321      | Селезнёвское сельское поселение    |
| 179 | Яковлево                  | посёлок              | ↗176      | Полянское сельское поселение       |
| 180 | Яшино                     | посёлок              | ↘93       | Селезнёвское сельское поселение    |

### Упразднённые населённые пункты
В 2023 году посёлок железнодорожной станции Попово включен в состав посёлка Медянка.

## Экономика
За 2008 год оборот по кругу крупных и средних организаций производственной сферы деятельности превысил соответствующий уровень 2007 года на 17 % (в действующих ценах) и составил 86,3 млрд руб.
Средняя зарплата в районе в 2008 году составила 19 657 рублей, что на 25 % выше уровня 2007 года.

### Промышленность
Несмотря на негативное влияние мирового финансового кризиса, прирост промышленного производства в Выборгском районе за 2008 год составил почти 46 процентов (в действующих ценах).
Одни из наиболее развитых отраслей промышленности района — целлюлозно-бумажное производство (именно на ней специализируются такие крупнейшие предприятия района, как ОАО «Светогорск», ЗАО «Каменногорская фабрика офсетных бумаг», ОАО «Выборгская целлюлоза» (пос. Советский)) и горнодобывающая промышленность (Выборгское, Гавриловское и Каменногорское карьероуправления).
В 2019 году на территории Выборгского района реализован проект компании «НОВАТЭК» — завод по производству сжиженного природного газа, мощностью 660 тыс. тонн в год и терминал в Высоцке, создано более 100 рабочих мест.
Основной промышленный центр района — город Выборг. В нём сосредоточено множество предприятий самых различных производственных сфер:
- Машиностроение (ОАО «Выборгский судостроительный завод», ЗАО «Приборостроитель», ООО «Хелкама Форсте Виипури» (производство холодильников), ОАО «Завод Пирс» (детали для ленточных конвейеров), ЗАО «Трафо» (трансформаторы и др. электроэлементы), ЗАО «Финскор» — (автозапчасти), ОАО «ЗАРО» (обработка тонколистного металла))
- Производство стройматериалов (ООО «Роквул-север» (Изоляционные материалы), ООО «Выборгский завод строительных материалов», ОАО «Выборгский оконный завод», ООО «ТехноНиколь-Выборг» (битумно-полимерные материалы))
- Пищевая промышленность (ЗАО «Выборгский хлебокомбинат», ООО «Малета» в составе ООО «Национальный винный терминал», ООО «Вереск» (вафельная продукция), ЗАО «Онега-транс» (мясные изделия))

Помимо этого в Выборгском районе существуют и другие предприятия: рыбокомбинат в городе Приморске, хлебозавод в Светогорске, а также керамический завод в Глебычево.
Среднемесячная заработная плата в промышленности за 2008 года составила 21 609 рублей, что на 26,9 % больше, чем в 2007 году.

### Газопровод «Северный поток»
Газопровод «Северный поток» (Nord Stream) — новый маршрут экспорта российского газа в Европу — соединит балтийское побережье России под Выборгом с балтийским берегом Германии в районе Грайфсвальда. Протяжённость газопровода составит 1224 км. Обеспечивать транспортировку газа по газопроводу «Северный поток» будет компрессорная станция «Портовая». Она станет уникальным объектом мировой газовой отрасли по суммарной мощности (366 Мвт), рабочему давлению (220 атм), расстоянию транспортировки газа (более 1200 км), а также суточному объёму осушки газа (170 млн м³).
По состоянию на конец 2010 года на компрессорной станции «Портовая» завершается нулевой цикл строительства, в частности, сооружение фундаментов. Построен причал для приёмки тяжёлых грузов в бухте Дальняя, установлено два газоперекачивающих агрегата и восемь из десяти адсорберов, предназначенных для очистки газа. На 2011 год планируется завершение строительства первой линии газопровода. Тогда же начнётся укладка второй линии, которая позволит увеличить мощность газопровода с 27,5 до 55 млрд кубометров.

### Сельское хозяйство
В 2008 году сельхозпредприятиями района отгружено товаров собственного производства на сумму 3166,5 млн рублей, что на 19 % больше чем в 2007 году. Произведено 30 535 тонн молока, 14 464 тонны мяса скота и птицы, 879,7 млн штук яиц, 158 тонн зерна, 2663 тонн овощей, 80 тонн картофеля.
Площадь используемых сельскохозяйственных угодий в 2008 году составила 14 456 га. Поголовье коров в сельхозпредприятиях района на 1 января 2009 года — 5259 голов.
В 2008 году в перечень сельскохозяйственных предприятий района входили 22 крупных и средних предприятия производящие сельскохозяйственную продукцию. Из них 9 занимаются производством молока и мяса крупного рогатого скота, 4 — производством мяса свиней, 3 — производством яйца и мяса птицы, 3 — пушным звероводством и одно специализируется на выращивании овощей открытого и защищенного грунта, в 2-х хозяйствах организовано кормопроизводство. Крупнейшие сельхозпредприятия района: АОЗТ «Птицефабрика Роскар» (пос. Первомайское), ОАО «Птицефабрика Ударник» (пос. Победа), АОЗТ «Матросово» (пос. Токарево), СПК «Карельский» (пос. Черкасово).
Общее поголовье коров дойного стада в районе по состоянию на 01.01.2021 года составляет 4442 головы, на 44 головы больше прошлого года. Надой на одну фуражную корову в среднем по району 8633 кг, что на 132 кг больше уровня 2019 года.
Наиболее высокие результаты по продуктивности дойного стада в СПК «Рябовский» 10004 кг, +940кг к 2019 году, в ООО «СХП Лосево» 9840 кг и СПК «Поляны» 9102 кг. Сельхозпредприятиями реализовано 36034 тонны молока, 107,7 % к прошлому году.

### Туризм
Выборгский район обладает чрезвычайно высоким потенциалом для развития туризма. Здесь находятся многочисленные памятники истории и архитектуры, в том числе эпохи Средневековья, уникальные уголки природы. В 1998 году Выборгский район посетило около 700 тысяч туристов. Традиционными стали Выборгская парусная регата, в которой участвуют сотни яхт и катеров из разных стран, фестиваль детских фольклорных коллективов «Руна Балтики», собирающий молодые таланты России, Финляндии, Швеции, Литвы, Латвии, Эстонии, фестиваль российского кино «Окно в Европу». В разгар туристического сезона, летом, в Выборге много гостей, как российских, так и иностранных.
В Выборге работает более 20 туристических фирм и 15 гостиниц. Кроме того, на территории района имеются небольшие мотели, санатории и базы отдыха.
Однако же часть территории района (Выборгское, Высоцкое, Каменногорское, Светогорское и Селезнёвское поселения) входят в пограничную зону, что затрудняет развитие туризма

## Транспорт

### Железнодорожный транспорт
По территории района проходят следующие железнодорожные линии:
- Рийхимяки — Санкт-Петербург (станции Рощино, Горьковское, Каннельярви, Кирилловское, Лейпясуо, Гаврилово, Верхне-Черкасово, Выборг, Пригородная, Лужайка, Бусловская), (линия электрифицирована)
- Зеленогорск — Приморск — Выборг (станции Приветненское, Ермилово, Приморск, Прибылово, Советский)
- Выборг — Йоэнсуу (станции Таммисуо, Гвардейское, Возрождение, Ханнила, Каменногорск, Боровинка, Красный Сокол, Бородинское, Ояярви)
- Выборг — Высоцк (станция Высоцк), (линия электрифицирована)
- Выборг — Вещево (станция Вещево)
- Каменногорск — Светогорск (станции Пруды, Лесогорский, Светогорск)

### Морской транспорт
В районе работают три морских порта:
- порт Выборг
- порт Высоцк, в том числе распределительно-перевалочный комплекс «Лукойл-II»
- порт Приморск — лидирующий на Восточном побережье Балтики, на его долю приходится почти 82 % грузооборота

Общий грузооборот стивидорных компаний, осуществляющих деятельность в акваториях портов «Выборг», «Высоцк» и «Приморск» в 2008 году составил 92 миллиона 338 тыс. тонн, на долю наливных грузов (нефтепродуктов) пришлось 95,4 % от общего объёма перевалки.

### Автомобильные дороги
По территории района проходят автомобильные дороги:
- А180 (Парголово — Огоньки)
- А181 (часть E 18) «Скандинавия» (Санкт-Петербург — Выборг — граница с Финляндией)
- 41К-017 (Пески — Сосново — Подгорье)
- 41К-024 (Среднегорье — ур. Топольки)
- 41А-025 (Ушково — ур. Гравийное)
- 41К-029 (подъезд к дер. Красноозёрное)
- 41А-082 (Зеленогорск — Выборг)
- 41К-083 (Молодёжное — Черкасово)
- 41К-084 (Зверево — Малиновка)
- 41А-085 «Магистральная»
- 41А-086 (Советский — автодорога (Молодёжное — Черкасово))
- 41К-087 (Репино — Симагино)
- 41К-088 (Голубые Озёра — Поляны)
- 41К-089 (Рябово — Поляны)
- 41К-090 (Рощино — Цвелодубово)
- 41К-091 (Моховое — Ключевое)
- 41К-092 (Высокое — Синицино)
- 41К-093 (Белокаменка — Лебяжье)
- 41К-094 (Глебычево — Прибылово)
- 41К-095 (подъезд к пос. Смирново)
- 41К-096 (подъезд к Дому-музею В. И. Ленина)
- 41К-097 (подъезд к г. Зеленогорску)
- 41К-098 (подъезд к г. Высоцку)
- 41К-181 (Огоньки — Толоконниково)
- 41К-184 (Каменногорск — Лесогорский)
- 41К-185 (Комсомольское — Приозерск)
- 41К-206 (подъезд к ст. Лебедевка)
- 41К-207 (Выборг — Смирново)
- 41К-208 (Красносельское — Правдино)
- 41К-209 (Черничное — Пионерское)
- 41К-210 (Рощино — Сосновая Поляна)
- 41К-213 (подъезд к ст. Лейпясуо)
- 41К-409 (подъезд к пос. Свекловичное)
- 41К-410 (подъезд к пос. Лужки)
- 41К-411 (подъезд к пионерлагерю «Зеркальный»)
- 41К-412 (Лесогорский — Светогорск)
- 41К-413 (Селезнёво — Лужайка)
- 41К-414 (Остров — Лазурное)
- 41К-415 (Бородинское — Залесье)
- 41К-416 (Лесогорский — Зайцево)
- 41К-417 (Лесогорский — ур. Топольки)
- 41К-418 (Дружноселье — Перевозное)
- 41К-419 (Пальцево — Гвардейское)
- 41К-422 (подъезд к пос. Правдино)
- 41К-423 (подъезд к пос. Дружноселье)
- 41К-424 (подъезд к пос. Карповка)
- 41К-426 (подъезд к пос. Отрадное)
- 41К-427 (подъезд к пос. Подберезье)
- 41К-429 (подъезд к пос. Большой Бор)
- 41К-430 (подъезд к пос. Великое)
- 41К-431 (подъезд к дер. Зайчихино)
- 41К-432 (подъезд к пос. Пушное)
- 41К-433 (подъезд к пос. Уткино)
- 41К-434 (подъезд к пос. Приветнинское)
- 41К-435 (подъезд к пос. Волочаевка)
- 41К-436 (подъезд к пос. Подборовье)
- 41К-437 (Правдино — Вишнёвка)
- 41К-438 (подъезд к пос. Свердлово)
- 41К-440 (Возрождение — Михайловка)
- 41К-441 (подъезд к пос. Красный Холм)
- 41К-443 (Каменногорск — Дубинино)
- 41К-444 (подъезд к пос. Пруды)
- 41К-445 (подъезд к пос. Перово)
- 41К-446 (Красный Сокол — Боровинка)
- 41К-449 (подъезд к пос. Барышево)
- 41К-450 (Житково — Щербаково)
- 41К-452 (Климово — Правдино)
- 41К-454 (подъезд к пос. Староселье)
- 41К-455 (Свердлово — Свекловичное)
- 41К-456 (подъезд к ст. Попово)
- 41К-457 (подъезд к а/д «Магистральная» № 9011)
- 41К-462 (подъезд к пос. Кутузово)

### Автобусное сообщение

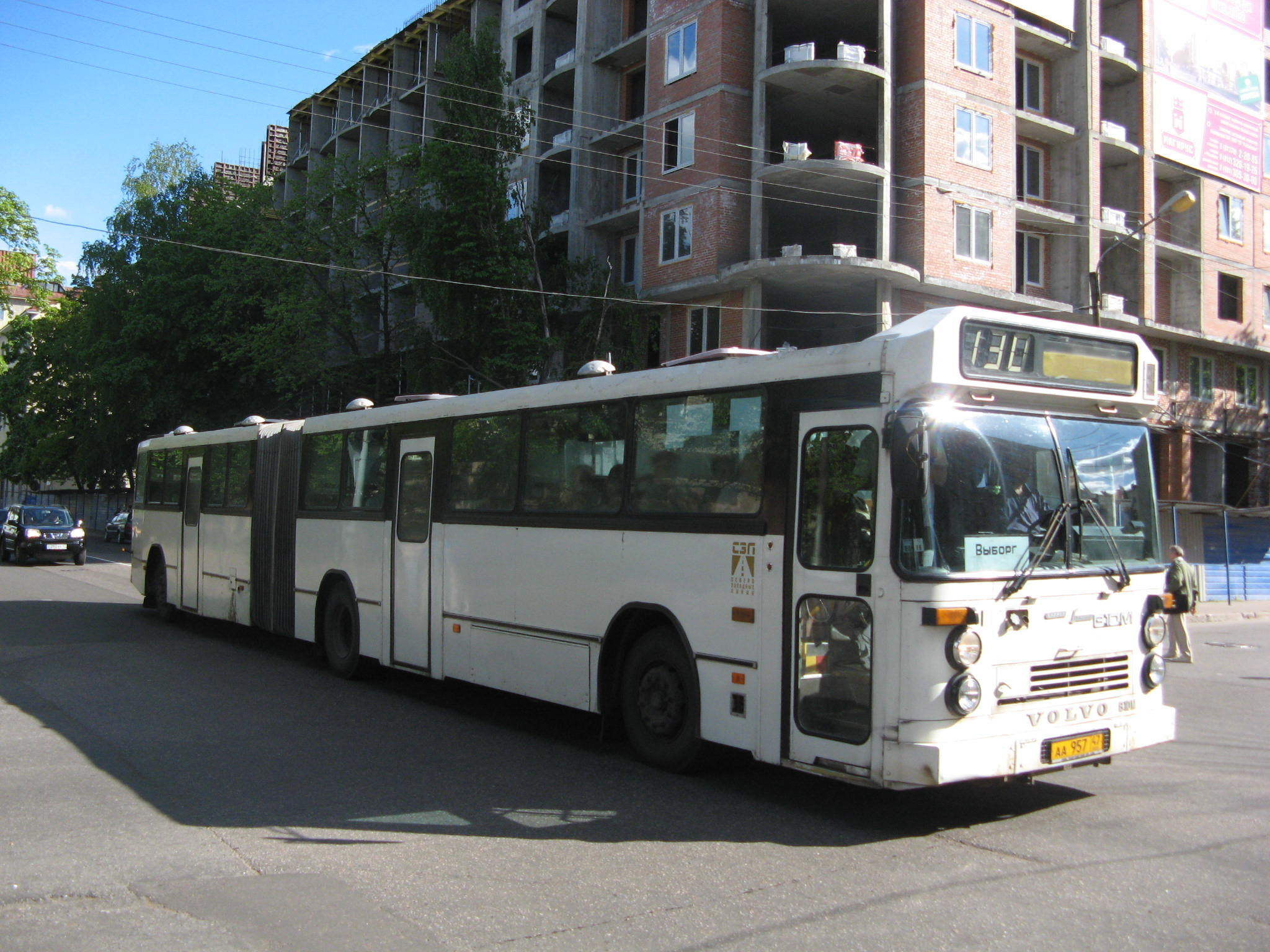
Сочленённый автобус Säffle (Volvo B10MA-55) ООО «СЗЛ+» маршрута № 130 Выборг — Ермилово в Выборге, 2008 год

Автобусное сообщение в районе представлено:
- городскими маршрутами Выборга
- пригородными маршрутами, большинство из которых отправляется от Выборга и Санкт-Петербурга, в том числе от Зеленогорска
- городскими маршрутами Светогорска и Приморска и внутрипоселковыми маршрутами Рощино

Пассажирские перевозки осуществляют: ООО «Виплайн», ООО «Комфорт», ИП Газиев Р. Ф., ООО "МТК «Перевозчик», ООО «Вест-Сервис», ООО «Петербургская транспортная компания», ООО «Северо-Запад Транссервис», ООО «Автоклуб». Основными марками автобусов являются Scania, ПАЗ, НЕФАЗ, ГАЗель Next, Ford Transit FBD. Контроль за осуществлением перевозок осуществляет ГКУ ЛО «Леноблтранс», подведомственное Комитету Ленинградской области по транспорту.
Пассажирооборот на автомобильном транспорте в 2008 году составил — 68 753,1 тыс. пасс.-км.

## Местное самоуправление
Представительным органом местного самоуправления является совет депутатов, срок полномочий которого — 5 лет. Совет депутатов состоит из 36 депутатов:
- 12 депутатов — главы поселений, входящих в состав МО «Выборгский район»
- 24 депутатов — по два депутата от каждого из двенадцати поселений, входящих в состав МО «Выборгский район»; избираются представительными органами поселений из своего состава.

Совет депутатов избирает из своего состава главу МО «Выборгский район», который исполняет полномочия председателя совета депутатов. C 27 октября 2009 года главой района являлся Геннадий Алексеевич Орлов (р. 1956), уроженец города Макеевка Донецкой области, с 2014 года — Лысов Александр Петрович. С 2017 года глава МО «Выборгский район» — Никулин Дмитрий Юрьевич. В 2020 году был назначен новый глава администрации МО «Выборгский район» — Ильдар Гилязов. С 2021 года главой администрации Выборгского района является Савинов Валерий Геннадьевич.
Исполнительно-распорядительным органом МО «Выборгский район» является администрация, которая наделяется полномочиями по решению вопросов местного значения и осуществления отдельных государственных полномочий.
Глава администрации назначается на должность по контракту, заключаемому по результатам конкурса на пять лет. Порядок проведения конкурса на замещение должности главы администрации устанавливается советом депутатов.

## Образованиеинаука
В Выборгском районе функционируют:
- 62 муниципальных дошкольных образовательных учреждения[60]
- 52 муниципальных общеобразовательных учреждения (число обучающихся — 15 754 школьника, из них 76 % — в городских школах, 24 % — в сельских)[61]
- Несколько муниципальных образовательных учреждений дополнительного образования детей
- 6 учреждений начального профессионального образования (Выборгские педагогический, медицинский и политехнический («Александровский») колледжи, авиационно-техническое училище гражданской авиации, профессиональное училище № 46; а также светогорский политехнический колледж)
- 8 филиалов вузов Санкт-Петербурга (все расположены в городе Выборге)

Остро стоит вопрос нехватки мест в дошкольных учреждениях, на 1 октября 2008 года очередь в детские сады составляет 2221 детей.

## Культура
На протяжении всей своей истории центр района — Выборг имел статус культурного центра окружающего его региона. В городе развивается театральное искусство, проходит кинематографический фестиваль, открывают свои двери выборжанам и гостям города многочисленные музеи. В Выборгском Дворце культуры работают кружки и секции различного направления.
Ежегодно в районе проводятся следующие фестивали:
- «Окно в Европу» — фестиваль российского кино в Выборге
- «Рыцарский замок» — фестиваль реконструкторов, проводится в конце июля на территории Анненских укреплений.
- «Midsummer» — кельтский музыкальный фестиваль в парке Монрепо
- «Дверь в лето» — фестиваль акустической музыки в парке Монрепо
- «Серенады выборгского замка» — фестиваль джазовой музыки, проходящий в выборгском замке
- «Мировая деревня» — международный фольклорный фестиваль, проходящий в посёлке Рощино
- «Вуокса» — международный фестиваль искусств в Светогорске

А также множество других фестивалей, преимущественно фольклорных. Кроме того, праздниками отмечаются дни городов и посёлков района.

## Достопримечательности
Главным туристическим центром района является город Выборг, в котором сосредоточено более 300 различных памятников: архитектурных, исторических, скульптурных, археологических, садово-паркового искусства. Среди них Выборгский замок, библиотека Алвара Аалто, парк Монрепо и другие.
В Выборгском районе также большое количество разнообразных достопримечательностей, важнейшие из которых:
- Природные
  - Линдуловская роща
  - Берёзовые острова
  - Раковые озёра
- Архитектурные
  - Лютеранская кирха св. Марии Магдалины(Приморск)
- Фортификационные
  - Укрепления Тронгзунда (Высоцк)
  - Форт Ино
  - Линия Маннергейма
- Другие объекты
  - Усадьба Свенгард
  - Усадьба Киискиля — культурно-музейный комплекс в пос. Подберезье, 15 км от Выборга
  - Страусиная ферма (недалеко от посёлка Рябово)

Кроме того, в районе расположено множество памятников, посвящённых событиям Великой Отечественной войны
В районе работают следующие музеи:
- Государственный музей «Выборгский замок» (в том числе краеведческий музей и музей подводной археологии)
- Государственный историко-архитектурный и природный музей-заповедник «Парк Монрепо»
- Мемориальный дом-музей В. И. Ленина (Выборг)
- Эрмитаж-Выборг
- Краеведческий музей в Приморске
- Краеведческий музей в Светогорске
- Историко-этнографический музей-заповедник «Ялкала» на территории бывшего музея — дома Ленина (Ильичёво)

## Средства связиимассовой информации
В районе выпускается несколько местных газет и журналов. Крупнейшие из них — газеты «Выборг», «Выборгские Ведомости», «Реквизит» и «Выборг: Инструкция по применению», журналы «Балтийский щит» и «Выборг PLUS», помимо этого существует ещё несколько мелких периодических изданий.
В сфере телевидения работает местная муниципальная телекомпания «Магнит». Медиагруппа «Наш город» делает информационные выпуски, выходящие в сетке регионального вещания федеральных каналов СТС и ТНТ.
Оператором стационарной связи является ОАО «Северо-Западный Телеком». Код Выборгского района +7 81378, телефонные номера — пятизначные.
Услуги мобильной связи предоставляют «МТС», «Билайн», «МегаФон», «Скай Линк» и «Tele2». Подключение к сети Интернет в Выборге и в ближайших пригородах осуществляют провайдеры ОАО «Северо-Западный Телеком», ООО «В-Интернет», ООО «Выборгтелеком», ООО «Ариадна-линк», ООО «Успех», кроме того, в Выборге действует высокоскоростной беспроводной 4G интернет «Yota».
Во многих населённых пунктах района имеются отделения «Почты России», почтовые индексы 188800—188992.